# Fideikommiss (römisches Recht)
Das Fideikommiss (lat. fidei commissum) ist ein Auskunftsmittel des antiken römischen Erbrechts, das seinen Ursprung in der Zeit der Römischen Republik hat. Viele seiner Merkmale weisen Ähnlichkeit zum Legat (Vermächtnis) auf.
Ursprünglich handelte es sich beim Fideikommiss um eine den Todesfall des Erblassers betreffende, formlose und nicht klagbare Bitte (zu einer Handlungsvornahme) gegenüber dem Erben oder einem bestimmten Dritten, die an die Erwartung geknüpft war, dass der Bedachte diese Bitte aus sittlichem Pflichtgefühl und loyaler Treue (bona fides) gegenüber dem Erblasser erfüllt. Erfüllungsgegenstand und damit Inhalt der Bitte war, dass das Zugewendete an Erben des Erben weitergereicht wird.
Ab der frühen Kaiserzeit unter Augustus wurde das Fideikommiss in einem außerordentlichen Gerichtsverfahren (extraordinaria cognitio) klagbar und durchsetzbar. Anfänglich waren für das Verfahren die Konsuln zuständig, später der für das Amt ausdrücklich bestimmte praetor fideicommissarius.

## Grundsätze der Einzelfideikommisse
Das Fideikommiss bestand aus einem zweigegliederten Akt. Der Erblasser, der testierfähig sein musste (testamenti factio), hinterließ dem bedachten Erben nicht vorbehaltlos eine Erbschaft. Die Zuwendung war vielmehr (häufig generationenübergreifend) mit einer Bitte beschwert – nach heutigem Verständnis einer Auflage vergleichbar – die gesamte Erbschaft oder Bruchteile daraus an den Erbeserben oder den Gesamtnachfolger weiterzureichen. Die Ausführungsbestimmungen waren in einer Bitte festgelegt. Wie beim Legat, konnten einem Fideikommiss auch einzelne Vermögensgegenstände unterfallen. Nicht selten war Inhalt der Bitte die Freilassung eines Sklaven.
Das Fideikommiss konnte dem Erblasser auch Zuwendungen ermöglichen, die er durch Legate nicht hätte vornehmen können, etwa weil dem in republikanischen Zeit Gesetze entgegenstanden, so die lex Furia oder die lex Voconia. Bedacht werden konnte jeder, der den Todeszeitpunkt (dies cedens) des Erblassers erlebte, Voraussetzung für den Vollzug eines Fideikommisses. Beschwert werden konnten Testamentserben, mithin gewillkürte Erben, Intestaterben (gesetzliche Erben), Legatare (Vermächtnisnehmer), Fideikommissare (Kommissadressaten), aber auch andere, die etwas aus der Erbschaft erlangten (vgl. fideicommissum a debitore relictum) oder gar der Staat. Vergleichbare Beschwerungsregeln finden sich auch in modernen Rechtsordnungen, etwa im deutschen Bürgerlichen Gesetzbuch, dort in § 2147 BGB.
Nach dem Vorbild des Damnationslegats wirkten Fideikommisse stets obligatorisch, hatten also keine dingliche Wirkung. Rechtsgeschäftliche Unwirksamkeit konnte resultieren, wenn Willensmängel vorlagen oder die Inhalte unsittlich, rechtlich unmöglich oder verbotswidrig waren. Das galt auch, wenn der Beschwerte stärker belastet werden sollte, als es die Zuwendung zu seinen Gunsten selbst überhaupt hergab. Nach Einführung des Senatskonsults senatus consultum Pegasianum durfte ein belasteter Erbe die Falcidische Quart für den Selbstbehalt abziehen.
Unter Augustus wurde das republikanische Rechtsinstitut verschärft. In Einzelfällen unterstand es nun rechtlichem Zwang, wurde klagbar und die Entscheidungen wurden in außerordentlichen Verfahren (extraordinaria cognitio) zunächst von Konsuln, kurz später von speziellen Prätoren und in den Provinzen von Statthaltern gefällt. Das senatus consultum Pegasianum übertrug die augusteischen Ehegesetze, die vornehmlich bei Legaten Anwendung fanden, auf die Fideikommisse. Bereits in der Republik hatten die vorklassischen Juristen Umgehungstatbestände geschaffen, um die erheblichen Erbrechtsbeschränkungen auszuhebeln. Zu Zeiten der kaiserzeitlichen klassischen Jurisprudenz wurde diese Praxis mit Einfallsreichtum beibehalten. In der spätantiken nachklassischen Zeit verschmolzen das Fideikommiss und das Legat zunehmend, denn die juristische Praxis der Zeit strebte die Annäherung an die rechtliche Beschaffenheit der Legate an.
Da die Pflicht zur Einhaltung eines Formgebots nicht bestand, wurden Fideikommisse in Testamenten, Kodizillen oder auch lediglich mündlich oder in Form von Gebärden errichtet. Neben dem Verpflichtungsbekenntnis (fidei tuae committo) wurden die Bitten durch „ich frage an“ (peto, rogo) oder „ich will“ (volo) zum Ausdruck gebracht. In den pseudopaulinischen Sentenzen lässt sich nachlesen, dass empfehlende (commendo) oder unbestimmte (relinquo) Äußerungen unzulässig waren.

## Erbschaftsfideikommisse
Im antiken Rom war die Nacherbfolge unbekannt, denn die gebräuchlichen Rechtsvorstellungen ließen nur temporär wirkende Erbenstellungen nicht zu. Mittels der partito legata konnten Erbschaften zwar aufgeteilt, nicht aber im Gesamten übertragen werden. Um gleichwohl Gesamtrechtsnachfolgen hintereinander schalten zu können, behalf man sich mit der „fideikommissarischen Sukzession“, bei der zwar nur der Erbe dem Erblasser rechtlich nachfolgt, dieser aber ein Pflichtenprogramm zur Weiterreichung von Teilen oder der gesamten Erbschaft auferlegt bekommt (fideicommissum heriditatis).
In der Kaiserzeit wurden dann Herausgabeansprüche geschaffen. Damit bestand für den Erbschaftsfideikommiss auch Rechtsschutz. Allerdings taten sich rechtliche Probleme auf, denn mit der Herausgabe der Erbschaft gingen bestehende Forderungen und Verbindlichkeiten nicht über, es bestand keine Akzessorietät. Beim Legat waren lediglich Ausgleichslösungen im Innenverhältnis der Parteien vorgesehen. Durch Senatsgutachten unterstützt, bemühten sich die Juristen um gesetzliche Regelungen, bei denen man sich der traditionellen Geschäftsformen der Mancipation (Veräußerung) und anschließender Stipulation (Erbschaftskauf) behalf. Da in diesem Wege Bedingungen vereinbart werden konnten, konnten Erben schadlos gehalten werden.
Da der Erbe aber die Gefahr des Bedingungsausfalls trug, er selbst im Außenverhältnis gegenüber den Nachlassgläubigern haftete, wurde das Erbe häufig ausgeschlagen. Erst mit dem senatus consultum Tertullianum (56/57 n. Chr.) konnte Abhilfe geschaffen werden, denn fortan wurde der Erbnachfolger belastet (heredis loco). Und das ging so: Alle Parteien erhielten mit den actiones utiles Klagemöglichkeiten. Aktivlegitimiert waren die Erben, ebenso aber auch die vom Fideikommiss Bedachten – im Verhältnis des Fideikommisses zum Nachlass – also pro rata parte. Die fideikommissarische hereditatis petitio und die actio familiae eriscundae utilis schützten den Nachfolger gegenüber Erben, Teilerben und Mitfideikommissaren. Gegenüber den Nachlassgläubigern konnte sich der Erbe wiederum mit einer exceptio, später einer praescriptio zur Wehr setzen. Der Erbe hatte nunmehr keine Haftung mehr für Nachlassschulden zu fürchten.
Da Erbschaftsausschlagungen trotzdem weiterhin zu beobachten waren, dafür aber zumeist ökonomische Gründe ausschlaggebend waren, wurde mit dem senatus consultum Pegasianum ein Anreizsystem geschaffen, das Erbe anzunehmen. Es wurde nämlich sichergestellt, dass bei Fideikommissen zumindest die falzidische Quart beim Erben zu verbleiben hatte.